# الممرات المائية الفرنسية

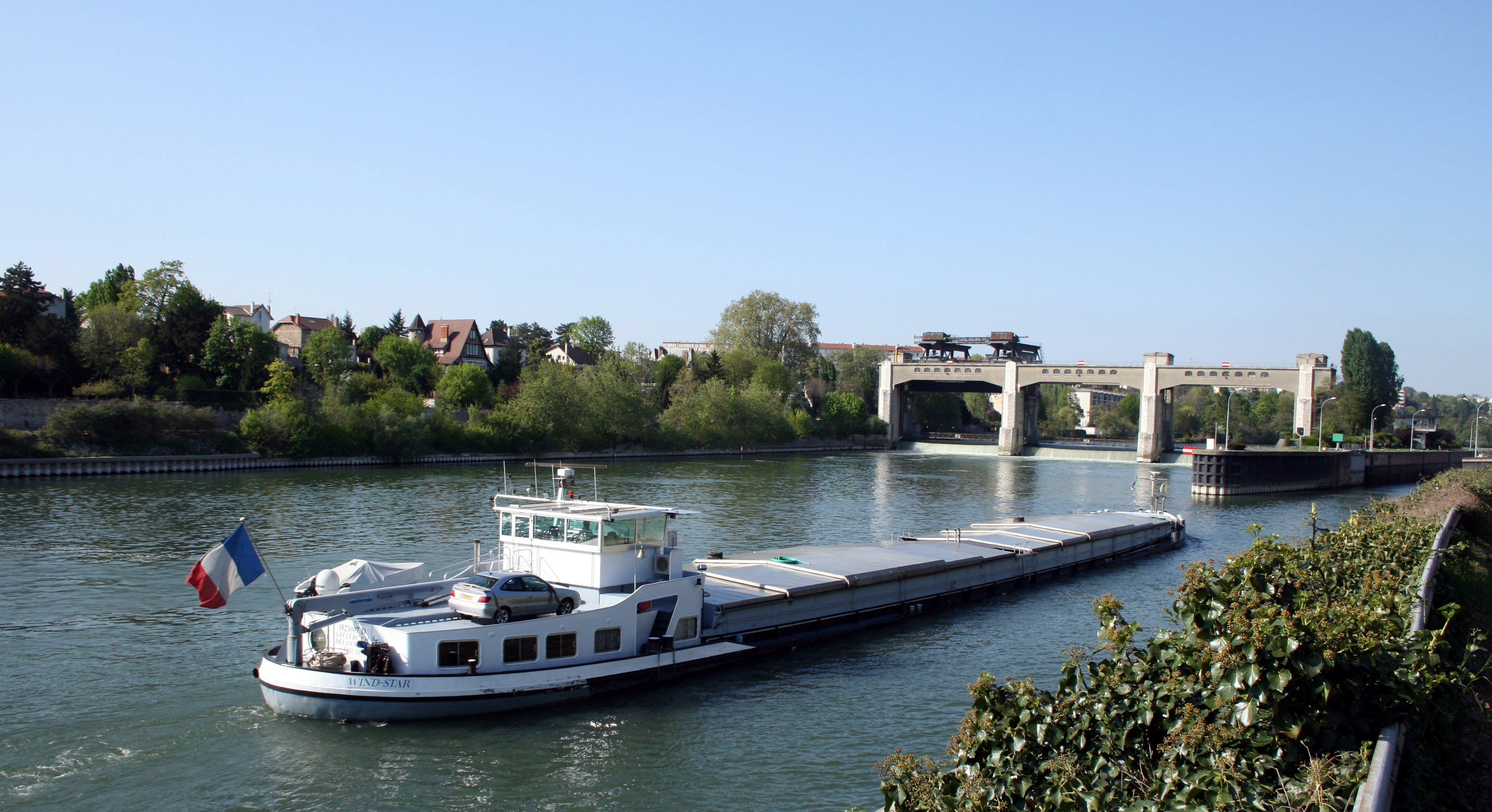
بارجة على نهر السين، أحد الممرات المائية التي تديرها VNF.

الممرات المائية الفرنسية (VNF) هي سلطة الملاحة الفرنسية المسؤولة عن إدارة غالبية شبكات الطرق المائية الداخلية في فرنسا والمرافق المرتبطة بها - ممرات الموانئ والموانئ التجارية والترفيهية ومنازل حراسة القوارب وغيرها من الهياكل. تأسست في عام 1991 وتولت مسؤولية جميع الممرات المائية من المكتب الوطني للملاحة (بالفرنسية: Office National de la Navigation)‏ في عام 1993. وهي هيئة عامة وتخضع لرقابة وزير البيئة والطاقة والتنمية المستدامة والتنمية الإقليمية (بالفرنسية: Ministère de l'Écologie, de l'Energie, du Développement durable et de l'Aménagement du territoire)‏. يوجد مقرها في بيثون، باد كاليه مع مكاتب محلية في جميع أنحاء فرنسا.
تعد شبكة الممرات المائية الفرنسية الطبيعية ومن صنع الإنسان هي الأكبر في أوروبا تمتد إلى أكثر من 8,500 كيلومتر (5,300 ميل) منها تدير الأقسام القابلة للملاحة. الأصول التي تديرها تتكون من 6,700 كيلومتر (4,200 ميل) من المجاري المائية، تتكون من 3,800 كيلومتر (2,400 ميل) من القنوات و2,900 كيلومتر (1,800 ميل) من الأنهار الصالحة للملاحة، 494 سدًا، 1595 قفلًا، 74 قناة، 65 خزانًا، 35 نفقًا ومساحة أرض 800 كيلومتر مربع (310 ميل2). هناك طريقان رئيسيان لا تخضعان لسيطرة وهما القسمان القابلان للملاحة في نهر السوم وقنوات بريتاني، وكلاهما يخضعان للإدارة المحلية، ولا يوجد نهر لوت في آكيتاين.
حوالي 20 ٪ من الشبكة مناسبة للقوارب التجارية التي تزيد عن 1000 أطنان ولديها برنامج مستمر للصيانة والتحديث لزيادة عمق المجاري المائية، وعرض الأقفال وقاعة الرأس تحت الجسور لدعم إستراتيجية فرنسا لتشجيع الشحن على المياه كجزء من برنامجها للتنمية المستدامة - دراسة استقصائية أجرتها برايس ووتر هاوس كوبرز أظهر أن 75 ٪ من الشركات الفرنسية كانت على استعداد للتبديل لنقل البارجة. تتمثل إحدى المبادرات الرئيسية الحالية في مشروع سين - شيلدت عبر الحدود والذي سيوفر التنقل المستمر واسع النطاق من لوهافر إلى أنتويرب.

## روابط خارجية
- موقع VNF